# 伊利耶·苏伯谢亚努
伊利耶·苏伯谢亚努（羅馬尼亞語：Ilie Subășeanu，1906年6月6日—1980年12月12日），罗马尼亚男子足球运动员，司职前锋。他曾代表罗马尼亚国家队参加1930年国际足联世界杯，结果队伍止步小组赛阶段。